# Adon
Adon és un municipi francès, situat al departament del Loiret i a la regió de Centre - Vall del Loira.